# Claudio Stagni
Claudio Stagni (Medicina, 9 giugno 1939) è un vescovo cattolico italiano, dal 19 gennaio 2015 vescovo emerito di Faenza-Modigliana.

## Biografia
Nasce a Ganzanigo, frazione di Medicina, in provincia ed arcidiocesi di Bologna, il 9 giugno 1939.

### Formazione e ministero sacerdotale
Compie gli studi presso il seminario arcivescovile di Bologna, poi presso il Pontificio Seminario regionale della stessa città.
Il 25 luglio 1963 è ordinato presbitero, nella cattedrale di San Pietro, dal cardinale Giacomo Lercaro per l'arcidiocesi di Bologna.
Dal 1963 al 1966 è insegnante di lettere nel seminario arcivescovile di Bologna. Durante questo periodo, ricopre nel 1964 l'incarico di viceassistente diocesano di Gioventù Studentesca dell'Azione Cattolica. Dal 1966 al 1974 dirige la segreteria dei vicari generali presso la Curia. Dal 1967 al 1988 è parroco di San Cristoforo a Mongardino, frazione di Sasso Marconi. Dal 1974 al 1982 svolge l'incarico di vicecancelliere della Curia; dal 1975 al 1982 è anche assistente di zona dell'AGESCI. Dal 1981 al 1987 è assistente diocesano dell'Azione Cattolica; il 15 ottobre 1982 diventa canonico statutario della basilica di San Petronio. Dal 1982 al 1988 è delegato arcivescovile, e successivamente vicario arcivescovile, per la Pastorale della carità e direttore della Caritas diocesana.
Il 30 giugno 1987 è nominato prelato d'onore di Sua Santità ed il 23 maggio 1988 diventa vicario generale dell'arcidiocesi.

### Ministero episcopale
Il 6 dicembre 1990 papa Giovanni Paolo II lo nomina vescovo ausiliare di Bologna e vescovo titolare di Dardano. Riceve l'ordinazione episcopale il 13 gennaio 1991, nella cattedrale di San Pietro, dal cardinale Giacomo Biffi, co-consacranti i vescovi Benito Cocchi (poi arcivescovo) e Vincenzo Zarri.
Il 26 aprile 2004 papa Giovanni Paolo II lo nomina vescovo di Faenza-Modigliana; succede a Benvenuto Italo Castellani, precedentemente nominato arcivescovo coadiutore di Lucca. Il 30 maggio successivo prende possesso della diocesi.
È stato membro della Commissione nazionale della Conferenza Episcopale Italiana per l'educazione cattolica, la scuola e l'università, vescovo delegato della Regione ecclesiastica Emilia-Romagna per il Sostegno economico della Chiesa e presidente del Consiglio di amministrazione della Facoltà teologica dell'Emilia-Romagna.
Il 19 gennaio 2015 papa Francesco accoglie la sua rinuncia, presentata per raggiunti limiti di età, al governo pastorale della diocesi di Faenza-Modigliana; gli succede Mario Toso, fino ad allora segretario del Pontificio consiglio della giustizia e della pace. Rimane amministratore apostolico fino all'ingresso del successore, avvenuto il 15 marzo seguente; il 1º marzo si era congedato dalla diocesi.

## Genealogia episcopale
La genealogia episcopale è:
- Cardinale Scipione Rebiba
- Cardinale Giulio Antonio Santori
- Cardinale Girolamo Bernerio, O.P.
- Arcivescovo Galeazzo Sanvitale
- Cardinale Ludovico Ludovisi
- Cardinale Luigi Caetani
- Cardinale Ulderico Carpegna
- Cardinale Paluzzo Paluzzi Altieri degli Albertoni
- Papa Benedetto XIII
- Papa Benedetto XIV
- Papa Clemente XIII
- Cardinale Marcantonio Colonna
- Cardinale Giacinto Sigismondo Gerdil, B.
- Cardinale Giulio Maria della Somaglia
- Cardinale Carlo Odescalchi, S.I.
- Cardinale Costantino Patrizi Naro
- Cardinale Lucido Maria Parocchi
- Papa Pio X
- Papa Benedetto XV
- Papa Pio XII
- Cardinale Eugène Tisserant
- Papa Paolo VI
- Cardinale Giovanni Colombo
- Cardinale Giacomo Biffi
- Vescovo Claudio Stagni